# 张谔 (1910年)
张谔（1910年5月—1995年5月），男，汉族，江苏宿迁人，中国漫画家，曾任中国美术馆副馆长，中国美术家协会理事。